# North West England
| North West England             | North West England                 |
| ------------------------------ | ---------------------------------- |
| Karte                          |                                    |
| Geografie                      |                                    |
| Fläche                         | 14.165 km²                         |
| Verwaltungssitze               | Manchester und Liverpool           |
| Demografie                     |                                    |
| Bevölkerung Bevölkerungsdichte | 7.084.337 (2012) 500 Einwohner/km² |

Grafschaften

North West England (englisch für Nordwestengland) ist eine der neun Regionen Englands. Die Verwaltungsbehörden der Region befinden sich in Manchester und Liverpool.
Zu North West England gehören die folgenden Grafschaften bzw. Metropolitan Counties:
- (3) Lancashire
- (6) Greater Manchester
- (7) Merseyside

Außerdem liegen im Gebiet dieser Region die Unitary Authorities (selbständige Stadtkreise):
- (1) Cumberland
- (2) Westmorland and Furness
- (4) Blackpool
- (5) Blackburn with Darwen
- (8) Halton
- (9) Warrington
- (10) Cheshire West and Chester
- (11) Cheshire East

## Wirtschaft
Im Vergleich mit dem BIP der EU ausgedrückt in Kaufkraftstandards erreicht die Region einen Index von 92 (EU-28=100) (2015).